# DAVINCI
DAVINCI (Investigación de gases nobles, química e imágenes de Venus en la atmósfera profunda, por sus siglas en inglés) es una futura misión consistente en un orbitador y una sonda atmosférica al planeta Venus. Junto con la misión VERITAS, que también estudiará Venus, fue seleccionado por la NASA el 2 de junio de 2021 para formar parte de su Programa Discovery.
DAVINCI enviará un orbitador y una sonda de descenso a Venus. El orbitador tomará imágenes de Venus en múltiples longitudes de onda, mientras que la sonda de descenso estudiará la composición química de la atmósfera de Venus y tomará múltiples fotografías durante su descenso. La sonda DAVINCI viajará a través de la atmósfera de Venus, muestreando la atmósfera y devolviendo las mediciones al orbitador. Estas medidas son importantes para comprender el origen de la atmósfera, cómo ha evolucionado y cómo y por qué es diferente de la atmósfera de la Tierra y Marte.
Las medidas tomadas por DAVINCI ayudarán a investigar presencia histórica del agua en Venus y los procesos químicos en la inexplorada atmósfera inferior. Antes de que llegue a la superficie, la sonda DAVINCI capturará imágenes de alta resolución del terreno ondulado del planeta, llamadas Tesseras, que fueron captadas en las primeras imágenes de la superficie del planeta desde el módulo de aterrizaje soviético Venera 14 en 1982. También recopilará datos para estudiar el origen del planeta y su historial tectónico y de meteorización.

## Desarrollo de propuestas
DAVINCI fue una de las docenas de propuestas presentadas en 2015 para convertirse potencialmente en la Misión #13 del Programa Discovery de la NASA . El presupuesto planificado de la NASA para Mision #13 fue de 450 millones de dólares. El 30 de septiembre de 2015, DAVINCI fue seleccionado como uno de los cinco finalistas. El 4 de enero de 2017, dos propuestas en competencia, Lucy y Psyche, se sobrepusieron a DAVINCI para ser seleccionadas como las misiones Discovery 13 y 14, respectivamente.
DAVINCI se revisó y dio lugar a la llamada DAVINCI+ proponiéndose nuevamente para el Programa Discovery en 2019, y se seleccionó para la financiación de la Fase A el 13 de febrero de 2020. Su Informe de estudio de concepto se presentó en noviembre de 2020. En junio de 2021, la NASA seleccionó a DAVINCI+ como una de las próximas misiones de la clase Discovery. No obstante, el nombre de la misión se volvió a cambiar de DAVINCI+ a DAVINCI después de la selección.
Se seleccionó como investigador principal de DAVINCI a James B. Garvin del Centro de vuelo espacial Goddard de la NASA. Los investigadores principales adjuntos son Stephanie Getty y Giada Arney, ambas también del Centro de vuelo espacial Goddard de la NASA.
Dentro del mismo período de tiempo que ocupará esta misión, se llevará a cabo al mismo tiempo una misión separada, VERITAS, con el objetivo de mapear las características de la superficie de Venus con radar, para arrojar luz sobre su historia geológica, evaluar esta posibilidad de tectónica de placas, vulcanismo y comprender cómo se desarrolló el planeta de manera tan diferente a la Tierra.

## Propósito
Tras cinco misiones orbitales a Venus (Venera 15, Venera 16, Magellan, Venus Express y Akatsuki) centradas en observaciones de teledetección, DAVINCI será la primera sonda en entrar en la atmósfera de Venus desde las sondas soviéticas VeGa en 1985, y la primera sonda atmosférica de la NASA desde la misión Pioneer Venus Multiprobe en 1978. DAVINCI realizará mediciones directas en los dos tercios inferiores de la masa atmosférica.
Los científicos de DAVINCI explorarán cómo se formó la atmósfera de Venus y luego cambió con el tiempo, incluido lo que le sucedió al agua que se cree que alguna vez existió en el planeta. Los hallazgos ayudarán a los científicos a comprender por qué Venus y la Tierra tomaron caminos tan diferentes a medida que maduraban, y proporcionarán otro punto de comparación para los estudios de exoplanetas rocosos.
Las mediciones in situ de la atmósfera hechas por DAVINCI responderán múltiples preguntas sobre la composición atmosférica de Venus tal como se formula actualmente para el Venus In Situ Explorer (VISE) de la Academia Nacional de Ciencias, Ingeniería y Medicina de Estados Unidos y la Planetary Science Decadal Survey.
La sonda de descenso no está diseñada para operar una vez que toca la superficie de Venus. Sin embargo, existe la posibilidad de que sobreviva al impacto a unas 25 millas por hora (12 metros por segundo). En ese caso, sus instrumentos podrían seguir funcionando durante un máximo de 17 a 18 minutos en condiciones ideales.

### Objetivos
- Comprender el origen de la atmósfera de Venus, cómo ha evolucionado y cómo y por qué es diferente de las atmósferas de la Tierra y Marte.
- Investigue la posibilidad de un océano en el pasado de Venus y los procesos químicos en el trabajo en la atmósfera venusiana inferior.
- Obtenga imágenes de alta resolución de las características geológicas (teselas) de Venus, que ayudarán a evaluar si Venus tiene placas tectónicas y comprender mejor cómo se forman los planetas terrestres.

## Equipamiento científico

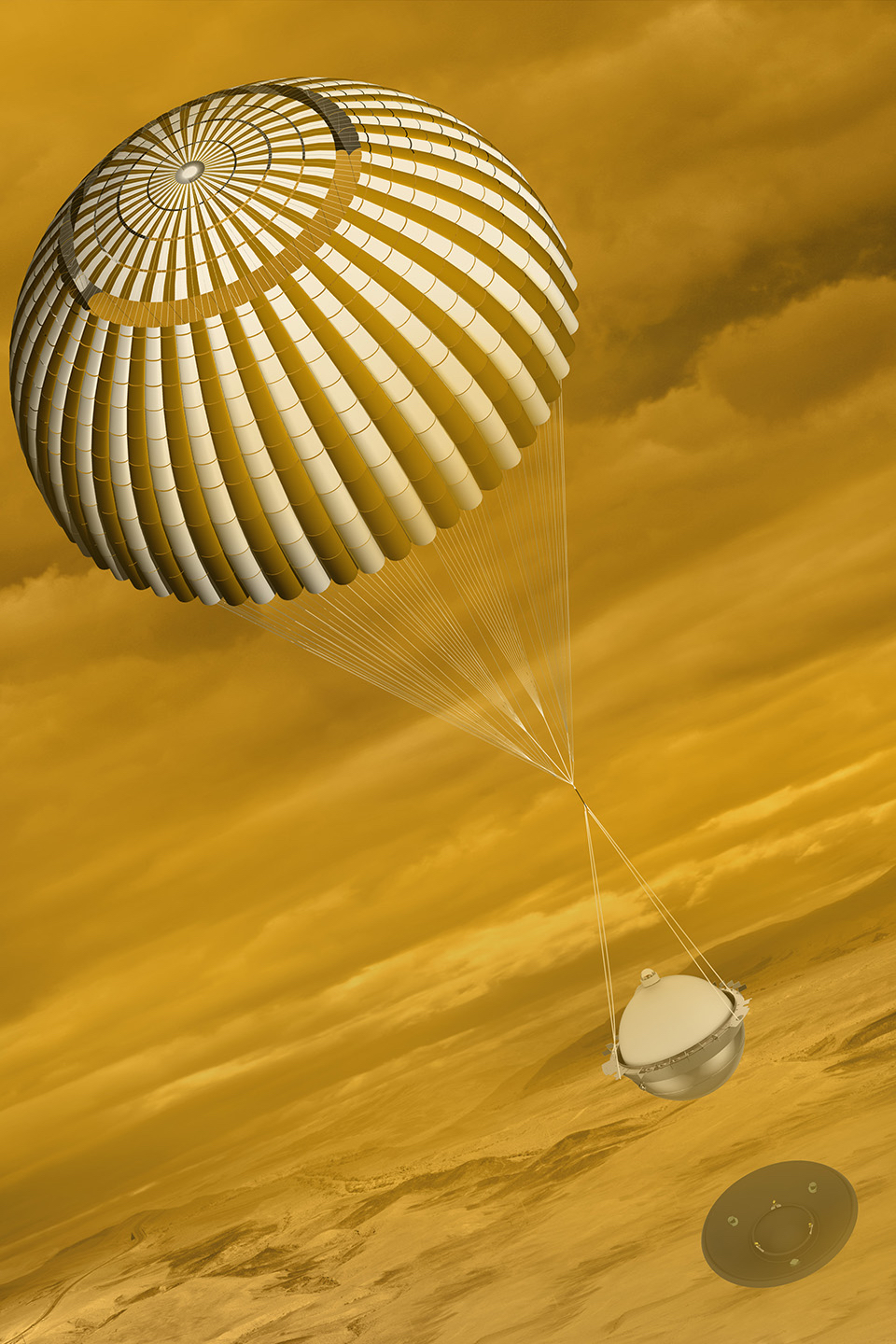
Durante los 63 minutos del descenso, DAVINCI recolectara información sobre la composición atmosférica del planeta.

DAVINCI está diseñado para abordar la ciencia decadal de alta prioridad de la NASA al enfocarse en gases nobles, gases traza y sus isótopos, así como también temperatura, presión, vientos e imágenes en Venus.

### Instrumentos para el descenso
En la sonda de descenso, los instrumentos de DAVINCI proporcionarán mediciones sinérgicas de alta fidelidad durante el descenso de la sonda, particularmente en las nubes superiores y el entorno inexplorado cercano a la superficie. El diseño de VAL se basa en el instrumento Análisis de muestras en Marte del rover Curiosity, que midió la composición química e isotópica de la atmósfera marciana y encontró la primera evidencia definitiva de materia orgánica en Marholiiiiiiiiiiiiite. Los cuatro instrumentos científicos del DAVINCI son los siguientes:

#### Espectrómetro de masas Venus
Propuesto para ser construido por el Centro de Vuelo Espacial Goddard (GSFC) de la NASA, VMS proporcionará los primeros estudios completos in situ de gases nobles y trazas en Venus, y tiene la capacidad de descubrir nuevas especies de gases en la atmósfera de Venus. VMS es similar al espectrómetro de masas cuadripolar del rover Curiosity..

#### Espectrómetro láser sintonizable Venus (VTLS)

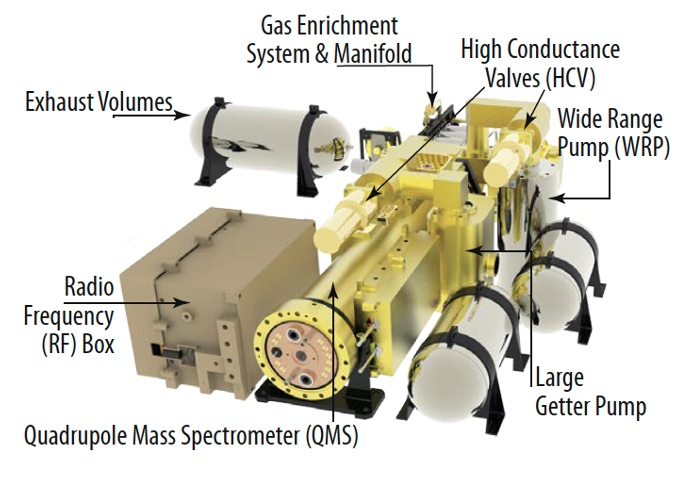
Componentes del Espectómetro de Masas de Venus que se instalarán en la sonda atmosférica. El trabajo del dispositivo es tomar muestras de gas durante el descenso de la sonda, analizarlo y devolvernos información sobre la composición química de la atmósfera de Venus y las posibles conexiones con las geología de la superficie.

Propuesto para ser construido por el Laboratorio de Propulsión a Chorro (JPL) de la NASA, VTLS proporcionará las primeras mediciones in situ altamente sensibles de gases traza específicos y proporciones isotópicas asociadas en Venus, abordando preguntas científicas clave sobre procesos químicos en las nubes superiores y cerca de la superficie. ambiente. VTLS es similar al espectrómetro láser sintonizable.

#### Investigación de la estructura atmosférica de Venus (VASI)
Propuesto para ser construido por GSFC utilizando sensores probados en vuelo, y dirigido por Ralph Lorenz y Dave Atkinson del Laboratorio de Física Aplicada y JPL respectivamente, VASI proporcionará mediciones de la estructura y la dinámica de la atmósfera de Venus durante la entrada y el descenso, brindando contexto para mediciones químicas y permitir la reconstrucción del descenso de la sonda.

#### Generador de imágenes de descenso a Venus (VenDI)
Para ser construido por Malin Space Science Systems (MSSS), VenDI proporcionará imágenes de alto contraste del terreno de teselas en el lugar de descenso. 

### Instrumentos orbitales
En el orbitador, una cámara de multiespectro tomará imágenes del planeta en la banda ultravioleta y en el infrarrojo cercano de 1 micrón, con una cámara de amplio campo que brinda cobertura global. Las imágenes se realizarán durante dos sobrevuelos de Venus antes del despliegue de la sonda, seguidos de una fase de detección remota orbital para complementar el descenso de la sonda.